# Ashmeadiella cubiceps
Ashmeadiella cubiceps is een vliesvleugelig insect uit de familie Megachilidae. De wetenschappelijke naam van de soort is voor het eerst geldig gepubliceerd in 1879 door Cresson.